# 中台泉美
中台 泉美（なかだい いずみ、1988年1月2日 - ）は、千葉県出身の女性ファッションモデル。パールに所属していた。血液型はO型。

## 略歴
- 2002年7月17日、ガールズバンド『Bon-Bon Blanco』のメンバーとしてシングル『愛 WANT YOU!!』でデビュー。コンガを担当していた。
- 2008年5月、方向性の違いを理由にBon-Bon Blancoを脱退。所属していたスペースクラフトを離れ、パールに移籍する。
- 2009年、ファッション雑誌『Fine』の専属モデルとして活動再開。
- 2010年12月26日、『M-1グランプリ2010』（ABC・テレビ朝日系）にアシスタントとして出演。

## 人物
- 趣味：ショッピング、映画鑑賞
- 特技：ダンス、サーフィン

## 出演

### 雑誌
- Fine（日之出出版、2009年3月号 - ）

### PV
- Mass Alert「Comoesta feat.Massattack from Spontania」（2010年）
- ZEEBRA「Fly Away」（2010年）